# Mitropoliții Proilaviei
Numărul exact al mitropoliților care au condus Mitropolia Proilaviei nu este cunoscut cu exactitate. Unul din motive este acela că nu se știe data exactă a înființării eparhiei (vezi pe larg în introducerea articolului Mitropolia Proilaviei). Un al doilea motiv este faptul că nici până în prezent nu există o lucrare documentară, bazată pe cercetarea izvoarelor originale (arhiva mitropoliei, aflată probabil, în custodia Patriarhiei Ecumenice).
Numele mitropoliților cunoscuți provin din izvoare indirecte, în special din menționarea lor în alte surse grecești, rusești sau românești.
Nicolae Iorga a identificat un număr de opt mitropoliți, Ștefan Berechet a găsit nouă mitropoliți, iar arhiereul Veniamin Pocitan prezintă un tablou cu 10 mitropoliți.
Mitropoliții Proilaviei erau numiți „Proilavi”. Statutul mitropoliților Proilavi era ilustrat de un proverb răspândit în secolul XVIII, care, după cum arăta episcopul Melchisedec Ștefănescu, spunea că atunci când cineva voia să exprime traiul unui om independent și îndestulat zicea: 
„„Parcă ar fi un Proilav!” Iar aceasta ne dă a înțelege că mitropoloiții Proilavi, sub staăpânirea turcească, se bucuraru de niște privilegiuri particulare, se priveau ca capii și reprezentanții chreștinilor din Eparhie, dispuneau de mijloace materiale nu mici, avându în administrația lor o Eparhie de o mare întindere, nu cu puține venituri directe și indirecte.: Appendice, p. 167”—Episcop Melchisedec Ștefănescu, Cronica Hușilor și a Episcopiei cu aseminea numire

## Cronologie
Lista de mai jos, cea mai completă identificată până în prezent, este publicată în Enciclopedia de istorie a României și cuprinde un număr de 21-22 de mitropoliți, (există un „Mitropolit de curând ales” consemnat la 1664, al cărui nume nu este cunoscut) având ca sursă datele prelucrate de profesorul Mircea Păcurariu.
Dintre ierarhii Proilaviei se remarcă mitropoliții Partenie I-ul, Gherasim și Calinic al II-lea, care au deținut și demnitatea de patriarhi ecumenici de Constantinopol precum și  și Partenie al II-lea care a fost locțiitor al Patriarhului Ecumenic.
Cronologia de mai jos trebuie privită ca relativă, neexistând surse concordante pentru întreaga perioadă analizată.
| Gavriil (în 1590)          | Nectarie I-ul (înainte de 1590) | Antim I-ul (în 1590) | Grigorie I-ul (în 1621) | Meletie (1639-1655) | Gherasim (1655-1658) | Partenie I-ul (1668-1671)      | Lavrentie (1671-1672)          | Nectarie al II-lea (în 1680)  | Calinic al I-ul (înainte de 1700) | Grigorie al II-lea (cca 1700 - după 1704) |
| Ioanichie (ante 1715-1743) | Calinic al II-lea (1743-1748)   | Filotei (1748-1751)  | Daniil (1751-1773)      | Ioachim (1773-1780) | Chiril (1781-1789)   | Partenie al II-lea (1793-1810) | Calinic al III-lea (1810-1813) | Calinic al IV-lea (1813-1821) | Antim al II-lea (1821-1828)       | „Mitropolit de curând ales” (1664)        |

## Mitropoliți

### Gavriil
Gavriil este primul mitropolit al Proilaviei atest cert la anul 1580, când printre membrii Sinodului patriarhal din Constantinopol apare și „smeritul mitropolit al Proilavului, Gavriil“.

### Nectarie I
Nectarie I-ul este menționat într-un act sinodal al Patriarhiei de Constantinopol, din mai 1590, prin care se înființează Patriarhia Rusiei, unde printre cele 108 semnături de ierarhi se găsește și „Nectarie fost al Proilaviei”:p. 256 
Până la descoperirea tomosului patriarhal din 1580 care îl menționează pe mitropolitul Gavriil, Nectarie era considerat ca primul mitropolit Proilav, după cum arăta istoricul Demostene Russo că „mitropolia exista si înainte de 1590 si probabil Nectarie n-a fost primul mitropolit al acestei eparhii”.:p. 247

### Antim I
Antim I-ul este menționat în același act sinodal al Patriarhiei de Constantinopol, din mai 1590, prin care se înființează Patriarhia Rusiei, unde este menționat ca „Antim al Proilaviei”:p. 256

### Grigorie I
Grigorie I-ul apare menționat pe la 1621, fără a exista totuși o certitudine asupra păstoririi sale, în acea vreme Mitropolia Proilaviei fiind practic desființată.:p. 6

### Meletie
Meletie Sirigul (în greacă Μελέτιος Συρίγος) s-a născut în 1586 la Candia, în Insula Creta și a murit în 1664 la Istanbul, având numele de botez Marcu. Meletie a fost atât preot cât și scriitor, fiind discipol a lui Meletios Vlastos, la mănăstirea închinată Muntelui Sinai din localitatea natală și a lui Teophilos Korydalleus la Veneția (în jurul anului 1610). A studiat medicina la Universitatea din Padova, dar nu a reușit să-și ia o diplomă de doctor.

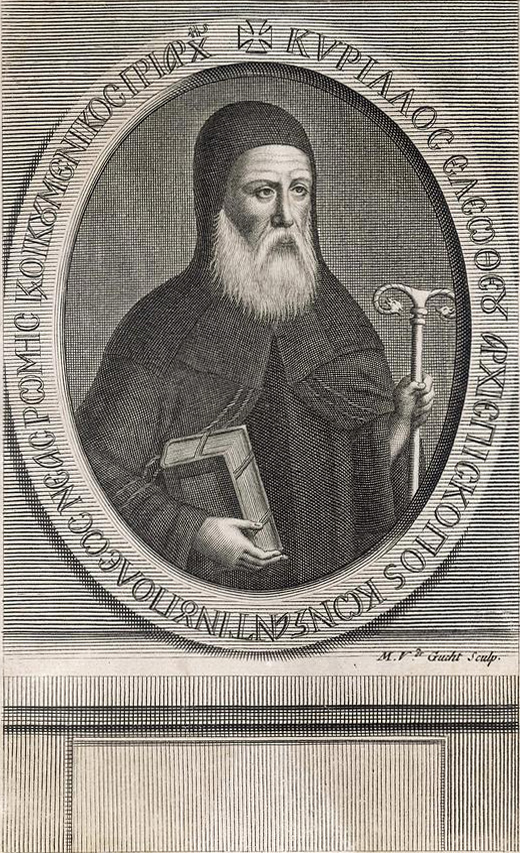
Patriarhul Chiril Lucaris

Întors în Creta devine călugăr la mănăstirea Kythera sub numele de Meletie și intră în mișcarea anticatolică. Acest lucru va face ca în 1627 autoritățile venețiene să îl condamene la moarte. expulzează refugiindu-se în Egipt, la muntele Sinai, de unde pleacă la Constantinopol, la invitația patriarhului Chiril I Lucaris (Κύριλλος Α΄ Λούκαρης). Aici continuă să predice la bisericile din Constantinopol și Galata, Meletie Sirigul contând drept „omul cel mai erudit al timpului”.:p. 490  Chiril Lucaris îl numește protosinghel și mare predicator la catedrala patriarhală, Meletie fondând totodată o școală pentru compatrioții săi greci, unde preda literatura și știința.
Meletie a fost trimis de patriarh într-o serie de misiuni în Moldova (1632, 1635-1637), împrietenindu-se cu Vasile Lupu căruia îi devine duhovnic. La 23 septembrie 1632, când Varlaam, Mitropolitul Moldovei, a fost hirotonisit arhiereu, cuvântarea de salutare a rostit-o Sirigul „cel mai mare filozof și teolog al Grecilor, din acel timp”.:p. 490
Meletie avea să fie figura centrală a Sinodului de la Iași, din 1642, pentru ca în anul următor să viziteze Kievul, unde se întâlnește cu mitropolitul Petru Movilă. Fire încăpățânată și irascibilă avea să vină adesea în contradicție cu patriarhul Partenie al II-lea și apropiații acestuia, care îl trimit în exil forțat în Moudania și Chios în Bitinia (1640, 1646, 1648-1649), de unde se întoarce după depunerea din scaunul ecumenic a patriarhului Partenie al II-lea.
Deși a fost un favorit al lui Chiril Lucaris, îl acuză pe acesta de erezie, chiar a doua zi după ce acesta a fost asasinat. Din acel moment avea să devină conducătorul mișcării anti-lucariene, condamnând cu vehemență modul în care interpretase Noul Testament Chiril Lucaris și adepții săi,:p. 7  dintre care cel mai renumit era directorul Școlii Patriarhale, Teophilos Korydalleus.  Unii contemporani au opinat că această condamnare avea un motiv foarte lumesc: rivalitatea profesională: Meletie a trebuit să închidă școala pe care o fondase la deoarece studenții săi preferau să meargă la școala  mai liberală a lui Korydalleus.
Pe lângă traducerile scrierilor teologice și canonice în greaca modernă (Origen, Ioan Cantacuzino, Legile lui Iustinian, Mărturisirea Ortodoxă a lui Petru Movilă etc.) a mai scris și unele tratate dogmatice („Împotriva mărturisirii lui Chiril Lucaris”, etc.) și relatările martiriilor a douăzeci de martiri contemporani.
Fiind însărcinat de Vasile Lupu „de a-i preface in greceasca vulgară, argumentarea Împăratului Ioan Cantacuzino, împotriva Islamismului”, acesta îl recomandă Patriarhului de Constantinopol, „că ar fi bun de mitropolit al Proilaviei,” episcopie aflată „în ruină” la acea vreme.:p. 6
Vasile Lupu a dorit înființarea acestei mitropolii pentru a o oferi ca răsplată lui Meletie Syrigul,„care e părintele meu duhovnicesc.”  
Ca mitropolit al Proilaviei, Meletie va traduce în limba greacă Mărturisirea Ortodoxă a mitropolitului Kievului, Petru Movilă, aprobată de Sinodul de la Iași din 1642 ca răspuns la „mărturisirea calvinească” din 1629 a Patriarhului Ecumenic Chiril Lucaris.:p. 482
Mitropolitul Meletie, va sta o vreme și la Galați, pentru ca în 1644-1645 să plece în audiență la țarul Rusiei pentru a solicita ajutor pentru construirea unei noi catedrale mitropolitane la Brăila.:p. 290
În 1649 Meletie (numit „Meletie Brailovschi”) era la curtea lui Matei Basarab, de la Târgoviște, probabil tot în căutare de ajutor pentru reînființata mitropolie. Aici participă la primirea de către acesta a patriarhului ecumenic Partenie al II-lea, aflat în trecere prin Țările Române, în drumul său de la Moscova la Ierusalim.
Cu sprijinul primit va începe, construirea bisericii cu hramul Sfinților Arhangheli Mihail și Gavril, din Brăila, unde Mitropolia Proilaviei își va avea sediul în perioada următoare.
Mitropolitul Meletie Sirigul este caterisit în 1655, fiind singurul mitropolit al Proilaviei care a suportat o astfel de pedeapsă canonică. Se retrage și moare în cartierul Galata al Istanbulului, la 17 aprilie 1664.

### Gherasim
Gherasim (Γεράσιμος Κακαβέλας, Gherasim Kakavelas după numele de mirean) provine dintr-o familie originară din Creta care s-a stabilit în Chios. A intrat în monahism de la o vârstă fragedă și în 1655 este ales mitropolit al Proilaviei, succedându-i lui Meletie Sirigul care a fost caterisit în acest an. (vezipe larg  la secțiunea dedicată mitropolitului Meletie Sirigul)
După o păstorire de numai trei ani, în 1658 este înscăunat ca mitropolit de Târnovo. La 14 august 1673 el îi succede patriarhului Dionisie al IV-lea „Muselimul” pe tronul patriarhal de la Constantinopol, sub numele de Gherasim al II-lea. Rămâne în această demnitate până în decembrie 1674 când este înlocuit de patriarhul Partenie al IV-lea, aflat la cea de-a patra înscăunare pe tronul patriarhal și care fusese între 1668-1671 mitropolit al Proilaviei sub numele de Partenie I-ul. Gherasim este exilat de către acesta în Chios.
În 1676 a încercat din nou să ocupe tronul patriarhal dar a eșuat, fiind numit câteva luni mai târziu în eparhia Andros, unde rămâne până în 1678. Între 1678 și 1683 devine mitropolit de Paronaxia de unde va fi depus în 1683 prin acțiunea lui Dionisie al IV-lea „Muselimul” sau „Seroglanul”,(Διονύσιος Δ΄ Μουσελίμης), cel care avea să moară și să fie înmormântat la mănăstirea Radu Vodă din București.:p. 10. Noul mitropolit de Paronaxia, Iosaf, îi oferă lui Gherasim stăreția micii mănăstiri „Sfântul Chiriac” din Naxos, unde avea să și moară la 6 februarie 1689.
Cel mai important act al scurtei păstoriri a lui Gherasim ca mitropolit al Proilaviei l-a constituit readucerea în cadrul mitropoliei a orașului Reni (Tomarova) cu zona înconjurătoare, care de la reînființarea Mitropolie Proilaviei la 1639, funcționase ca Exarhat, sub conducerea unui Exarh Patriarhal. Gherasim reușește să obțină o decizie sinodală a Patriarhie Ecumenice, prin care exarhatul era desființat „parohia Tomarovei rămânând a Mitropolie Proilaviei, așa cum a fost întotdeauna”:p. 233

### Partenie I
Mitropolitul Partenie I-ul (Παρθένιος Δ΄) a condus mitropolia pentru scurtă vreme, între două numiri succesive ca patriarh de Constantinopol, unde este înscris sub numele de Partenie al IV-lea. După ce a păstorit o vreme în scaunul mitropolitan de Brusa, a fost ales în cea mai importantă demnitate ecleziastică, în cinci rânduri, în perioadele 1657-1662, 1665-1667, 1671, 1675-1678 și 1684-1685.
În timpul primei sale păstoriri, la 1659, are loc la Târgoviște un sinod local, convocat de domnul muntean Mihnea al III-lea Radu, și care a analizat probleme teologice și pastorale de interes și actualitate la acea dată. S-a păstrat un schimb de scrisori între Partenie, patriarhul de Constantinopol și domnul Țării Românești, referitoare la acest moment. În timpul celei de-a doua păstoriri, probabil la 1665, patriarhul Partenie a întărit drepturile de autodespotie ale Mănăstirii Tismana.
După cea de-a doua retragere - silită - din scaun, în anul 1667, Partenie ajunge în Țara Românească în nădejdea de a câștiga bunăvoința domnitorului muntean Radu Leon. Peste puțină vreme este numit de către patriarhul Metodie al III-lea în scaunul Proilaviei. Unul dintre mitropoliții de mai târziu ai Proilaviei, Calinic al II-lea, istorisindu-i viața, îl confundă, într-una dintre scrierile sale, cu Sfântul Patriarh Atanasie Patelarie. Mitropolitul Partenie I-ul a părăsit scaunul de la Brăila, la 1671, pentru a ocupa, a treia oară, tronul patriarhal de la Constantinopol.
După 1685, Partenie I-ul va păstori Mitropolia Vidinului, iar în ultimii ani ai vieții se va întoarce la București, unde va și muri, după anul 1688, și unde, probabil, este și înmormântat.

### Ioanichie
În anul 1715,  este menționată o dispută între mitropolitul Ioanichie al Proilaviei și episcopul Iorest al Hușilor, referitoare la delimitarea hotarelor eparhiilor lor. Problema o constituia târgul Dubăsari, și alte două sate (Sultan Câșlași și Musaip Câșlași), de la hotarul Moldovei cu Bugeacul.
Mitropolitul Ioanichie venind la Iași, prezintă situația spre rezolvare domnitorului Nicolae Mavrocordat care supune problema judecății Divanului Domnesc, prezidat de patriarhul Samuil de Alexandria, prezent la acea vreme in Moldova.
Divanul ia o hotărâre spre împăcarea ambilor ierarhi, astfel: târgul Dubăsari, fund stăpânit de turci, sa fie păstrat de mitropolitul Ioanichie, iar cele doua sate de pe granița sa fie ale episcopului de Huși.
Ioanichie - mitropolitul Proilaviei - si Iorest - episcopul de Huși - si-au dat in scris - unul altuia - ca primesc hotărârea Divanului.:pp 188-191

### Calinic al II-lea
Mitropolitul Calinic al II-lea (Καλλίνικος Δ΄) era originar din Zagora (Tesalia). A avut parte de o educație aleasă până la venirea sa la Brăila, la 1743, dovedind multă dragoste pentru carte și adunând o importantă bibliotecă.
După ce a păstorit Mitropolia Proilaviei timp de cinci ani, el a fost ales în 1757 patriarh de Constantinopol cu numele de Calinic al IV-lea, dar a rămas în scaun doar șase luni. Este autor al câtorva lucrări rămase în manuscris. „S-a arătat a fi bărbat erudit, apărător al dogmelor ortodoxe, statornic și înalt la cugetare.” A murit în locul său de naștere.
Calinic a avut și el aceeași dispută asupra Satelor Hănești, cu episcopul Hușilor, Ierotei, conflict care reizbucnește în anul 1745, încheindu-se prin re-acceptarea reciprocă a arbitrajului din 1715.:p. 190

### Filotei
În jurul anului 1750, Filotei, Mitropolitul Proilaviei (1748-1750), cere un firman de la Sultan, care prevedea anexarea raialei Hotinului la eparhia sa. Acest fapt a nemulțumit pe boierii si ierarhii Moldovei, care intervin pe lângă domnitorul Constantin Racoviță (1749-1753) și îl roagă să ceară sultanului alt firman, prin care Hotinul să rămână alipit mitropoliei Moldovei, "precum a fost din timpurile vechi". 
Domnitorul reușește să obțină acest firman și "mitropolitul Proilavului, care încă petrecea pe acolo (Filotei era în Moldova să încaseze sumele canonice de la creștini) aflând faptul, a anatemizat în biserică pe cei care au pricinuit acest lucru."
Totuși, din anul 1753 si pana in 1767, mitropolitul Filotei semnează ca "fost al Proilavului" multe acte patriarhale. Bazându-se pe acest lucru, prof. dr. Mircea Păcurariu crede că "nu este vorba de o caterisire, ci numai de înlăturarea sa din scaun".

### Daniil
După depunerea din scaun a mitropolitului Filotei, în anul 1751, în poziția de mitropolit al Proilaviei este numit mitropolitul Daniil, fost mitropolit de Side, eparhie desființată la mijlocul secolului XVIII, prin contopire cu mitropolia Monemvasiei.
Daniil a fost un mitropolit învățat, cel mai probabil român de neam, fapt dovedit atât de cele trei gramate de hirotonire păstrate în arhiva Consistoriului din Odesa, care menționează că sunt traduse din limba română, cât și din pisania bisericii „Adormirea Maicii Domnului” din Căușeni, ctitoria sa, scrisă de asemenea în limba română.
Daniil a întreprins o amplă activitate de reorganizare a eparhiei, înființând noi subdiviziuni administrativ-canonice, pentru a gestionare mai ușoară a teritoriului foarte întins al acesteia. 
Astfel în Ucraina Hanului (Edisanul sau ținutul Oceacovului) sunt înființate două protoierii cu sediul la Dubăsari și respectiv Mălăiești, având în frunte câte un protopop.
Protoieria Dubăsarilor se întindea de la orașul Dubăsari în sus pe Nistru, spre hotarele poloneze, adică pe malul stâng al Nistrului până la râulețul Mokrâi Iagorlâk, apoi pe lângă acest râuleț până la Balta, și în sfârșit, pe râul Codâma până la Ovidiopol, unde Bugul se unește cu Siniuha.
Protoieria Mălăieștilor era situată mai jos de Dubăsari și păstorea teritoriul dintre Nistru și Bug până la Marea Neagră.
A treia protoierie era la Brăila și păstorea credincioșii din raiaua Brăilei.
Pentru raiaua Hotinului și Podolia s-a înființat Episcopia Hotinului, subordonată Mitropoliei Proilaviei.
În sfârșit teritoriul Bugeacului, Benderului, (Tighina), Tomarovei (Renil), „satelor hănești” și a „celor două ceasuri” erau gestionate direct de mitropolitul Proilav.
Daniil se intitulează la 1769 „Mitropolitul Proilaviei, al Tomarovei, al Hotinului, al tuturor marginilor Dunării și ale Nistrului și al întregii Ucraine a hanului”. Tot el, la 1772 se numește „Cu mila lui Dumnezeu mitropolitul Proilaviei, al Tomarovei, al întregului mal al Dunării și al toatei Basarabii și al Ucrainei”.
Daniil ctitorește la 1765 (1763) biserica cu hramul „Adormirea Maicii Domnului” din Căușeni, centru administrativ al Hanatului Tătăresc din Bugeac la acea vreme. Tot pe timpul păstoririi sale s-au construit și s-au sfințit alte șase biserici, și anume: în 1761, biserica cu hramul Adormirea Maicii Domnului din satul Molovata, în 1768 biserica cu hramul Sfinților Arhangheli Mihail și Gavril din satul Doroțcol, în 1771, biserica din satul Mahala ; in 1772, biserica din satul Cuceri, iar in 1773, biserica din satul Delicova. În 1769 Daniil hirotoniseste un preot pentru biserica Acoperämântul Prea Sfintei Născătoare de Dumnezeuzeu din satul Sechireani.:p. 103

### Ioachim
Mitropolitul Ioachim se intitula, la 1777, „Ioachim, cu Mila lui Dumnezeu mitropolit Proilav, Tomarov, Hotinean și a toată stăpânirea Ucrainei”.
Mitropolitul Ioachim se remarcă printr-o intensă activitate canonică și misionară.  În 1775, el face o hirotonie de preot în biserica Sfântul Nicolae din Balta. Un an mai târziu, săvârșește o slujbă în parohia Sfântul Ilie. Tot în 1776 hirotonisește, la Ismail, pe preotul Gherasim (Tesovschi) din Ucraina și îl trimite în parohia moldovenească Păsățele, cu hramul Sfinților Arhangheli Mihail și Gavriil. În anul 1777, mitropolitul face o hirotonie în Valea Hoțului și, doi ani mai tîrziu, face alte trei hirotonii în parohiile Molovata și Mahala.
În 1780 vizitează Ucraina Hanului, face o slujbă în biserica din Molovata și hirotonisește acolo pe preotul Ștefan Veselovschi.:pp 318-319

### Chiril
Chiril este ales în aprilie 1781, ca mitropolit al Proilaviei, fiind alături de Daniil al doilea Mitropolit Proilav de origine română.  Participă la invitația patriarhului ecumenic în 1786, împreună cu ceilalți ierarhi moldoveni la alegerea și înscăunarea lui Leon Gheucă, ca mitropolit al Moldovei.
Activitatea bisericească a lui Chiril, se vede din vizitele sale, ce obișnuia să le facă în Ucraina Hanului, unde a oficiat
sfânta liturghie în mai multe parohii. A hirotonisit 27 de preoți, în satele Ananief și Cuceri in 1781, in Bîrzula și Mahala în
1785, în Malovata in 1787 și în Dubăsari de mai multe ori.:p. 129
În urma intrării Ucrainei Hanului în compunerea Imperiului Rus, în urma Păcii de la Iași, din 11 februarie 1792, mitropolitul Chiril,  alege să rămână în Rusia, numai ca [[episcop al Hotinului, stabilindu-se la Dubăsari, în speranța că protectorul său mitropolitul Ambrosie al Poltavei, îl va ajuta să ajungă Mitropolit al Moldovei. Rușii l-au preferat însă pe episcopul de Nistru și Akkerman (Belgorodskaia și Podnestrovskaia), Gavriil Bănulescu-Bodoni, Chiril rămânând să trăiască la Dubăsari până la sfârșitul vieții, dintr-o pensie de 600 de ruble acordată de autoritățile ruse.
Astfel, la 14 septembrie 1792 Iosif (Argutinski), arhiepiscopul Gaicanschiei scria mitropolitului Moscovei „Cea mai convingătoare rugăminte a preasfințitului Iuber, a mitropolitului Iona și a preasfințitului Hotinului Chiril, ca să li se dea lor vreo subsidie, (...) iară preasfințitulul Chiril trăiește în Dubăsari, ducând cele mai mari nevoi și cea mai de plâns sărăcie, neavând măcar de hrană. Dacă se va numi acestuia din urmă 500 de ruble în fiecare an pentru traiul lui, apoi aceasta destul de bine va înlătura nevoile lui.” 
Chiril a continuat să activeze în Transnistria și după 1792, făcând de exemplu două hirotonii în Dubăsari în anul 1796, cu dezlegarea preasfințitului Gavriil al Novorosiei.  
Spre sfârșitul vieții pleacă la Kiev, în Rusia, la mănăstirea Pecerska, unde moare și este înmormântat.:p. 14

### Partenie al II-lea
Partenie al II-lea a condus Mitroplia Proilaviei între 1793 și 1810, fiind înscăunat ca Mitropolit Proilav odată cu reînființarea mitropoliei în 1793, în condițiile în care fostul mitropolit Chiril a ales să rămână în Rusia.
În 1799, Mitropolitul Partenie al II-lea al Proilaviei emite о carte de hirotonisire a „preotului Teodor Cucu din satul Hermaclia (Ermoclia) din raiaua Benderului" pentru biserica cu hramul Sfântul Mihail din localitate, construită la 1759.
Mitropolia a funcționat în noile condiții până la izbucnire noului conflict ruso-otoman din perioada 1806-1812. În noiembrie-decembrie 1806 Moldova și Muntenia au fost ocupate din nou de armatele Imperiului Rus. La 15/27 decembrie 1806, țarul Alexandru I numește pe fostul domn al Țării Românești, Constantin Ipsilanti, în calitate de domn unit al Moldovei și Țării Românești. Singura decizie semnificativă a efemerei sale domnii, a fost trecerea teritoriilor raialelor turcești sub jurisdicția divanului unificat al domnului. Prin acest act Mitropolia Proilaviei era practic din nou desființată, teritoriile sale intrând iarăși sub jurisdicția eparhiilor românești (Episcopia Hușilor și Episcopia Buzăului).
Ca urmare a pierderii eparhiei, mitropolitul Partenie este ales la 24 septembrie 1806  ca locțiitor al patriarhului ecumenic, rămânând Mitropolit Proilav doar nominal (fără eparhiei). 
Partenie al II-lea fiind un om învățat, participă la redactarea și semnează o serie întreagă de acte sinodale. Astfel îl întâlnim într-un act sinodal din 1803 al Patriarhiei de Constantinopol, semnând ca „al Brailei Partenie”.
În același an, 1803, la 20 februarie, tot la Constantinopol fiind semnează gramata Patriarhului Calinic către Mitropolitul Dositei Filitti al Ungrovlahiei, prin care îl împuternicea pe acesta să hirotonisească pe ieromonahul Calinic ca Mitropolit de Vicina. Acest act îl semnează ca „al Proilaviei Partenie”.
În 1805 el semnează ca „Partenie al Proilaviei și frate întru Hristos”, tomosul Patriarhului Calinic al V-lea, prin care acesta, din slugărnicie și pentru a face pe plac Sultanului, afurisea și condamna pe așazișii „hoți și tâlhari din Peloponez”, de fapt luptători în mișcarea de eliberare națională din Grecia.
Păstorirea lui Partenie al II-lea se încheie la 30 noiembrie 1810,  când a fost numit Mitropolit al Dramei,  în nordul Greciei.